# Oxypetalum costae
Oxypetalum costae är en oleanderväxtart som beskrevs av Occhioni. Oxypetalum costae ingår i släktet Oxypetalum och familjen oleanderväxter. Inga underarter finns listade i Catalogue of Life.